# Sundeved
Sundeved, tyska: Sundewitt, är en halvö i sydvästra Danmark.   Den ligger i Sønderborgs kommun i Region Syddanmark, cirka 200 kilometer väster om huvudstaden Köpenhamn. Åren 1968-2007 var Sundeved också namnet på en kommun som bestod av socknarna Nybøl, Sottrup och Ullerup.
På halvöns sydöstra del ligger den västra delen av staden Sønderborg och samhället Dybbøl. Vid Dybbølhöjden utkämpades slag under både Schleswig-holsteinska kriget 1848-1850 och Dansk-tyska kriget 1864.